# Tsingtao (Brauerei)

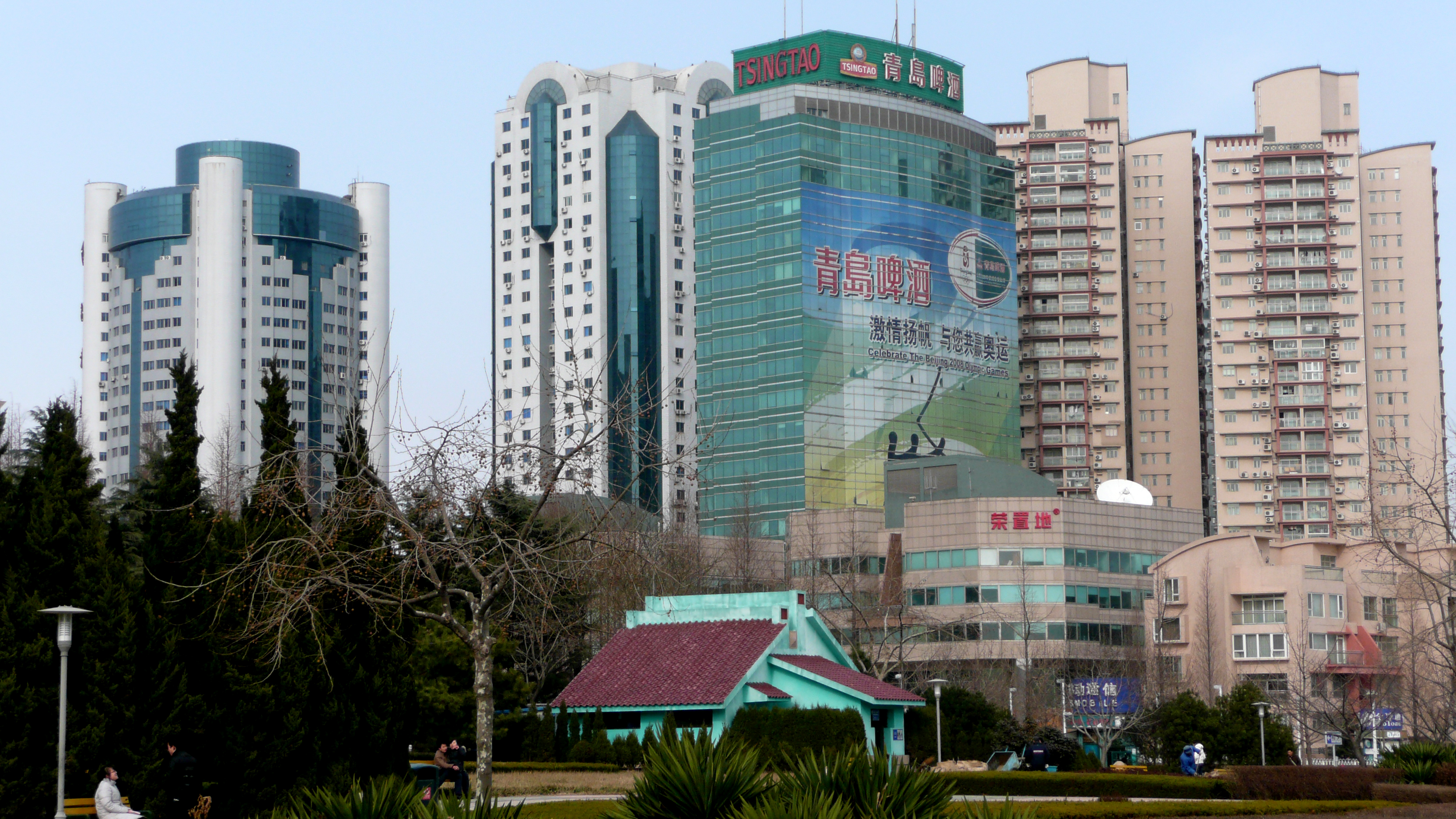
Hauptgebäude von Tsingtao im neuen Stadtzentrum von Qingdao

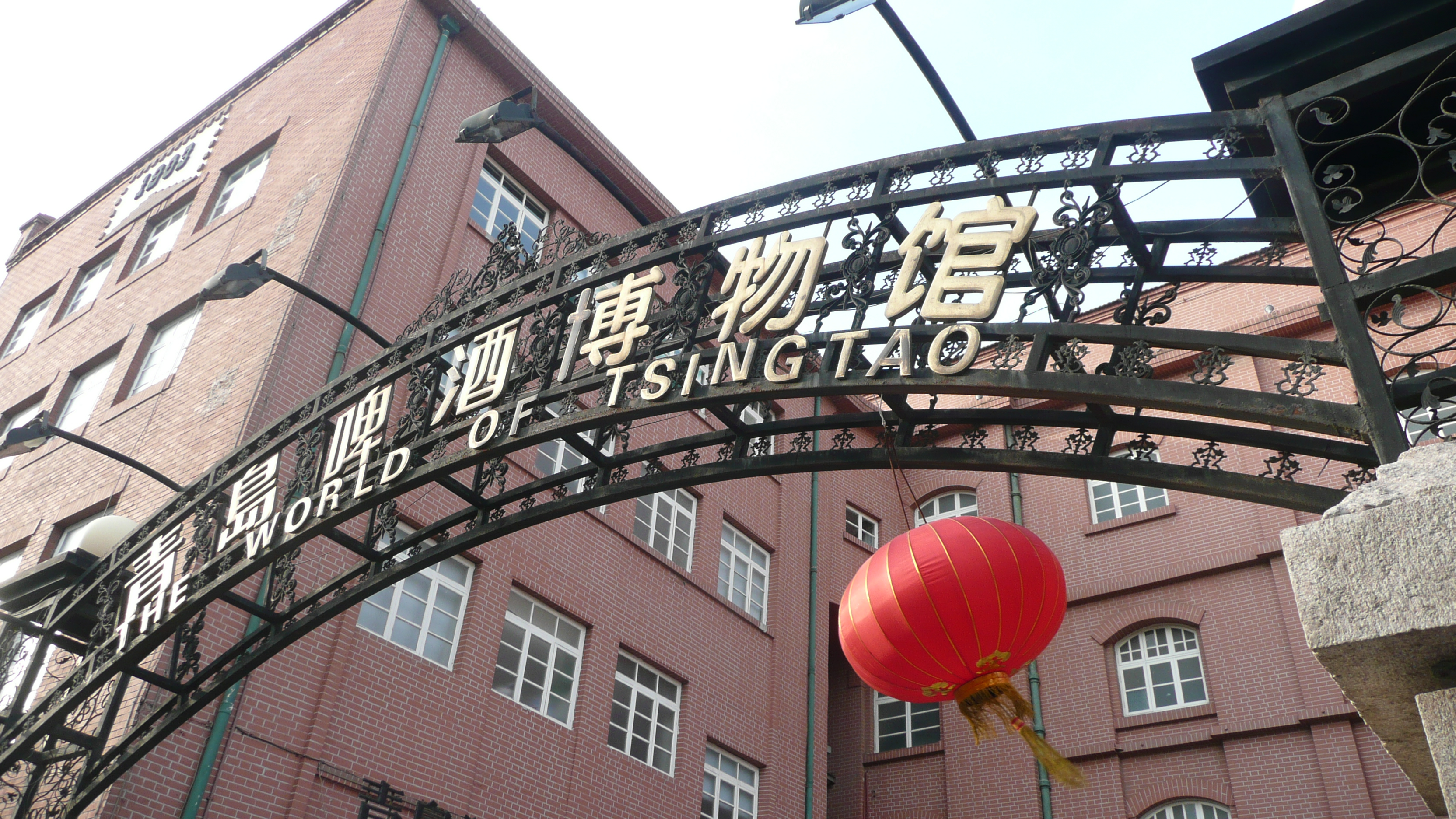
Eingang zur Brauerei und zum Museum von Tsingtao

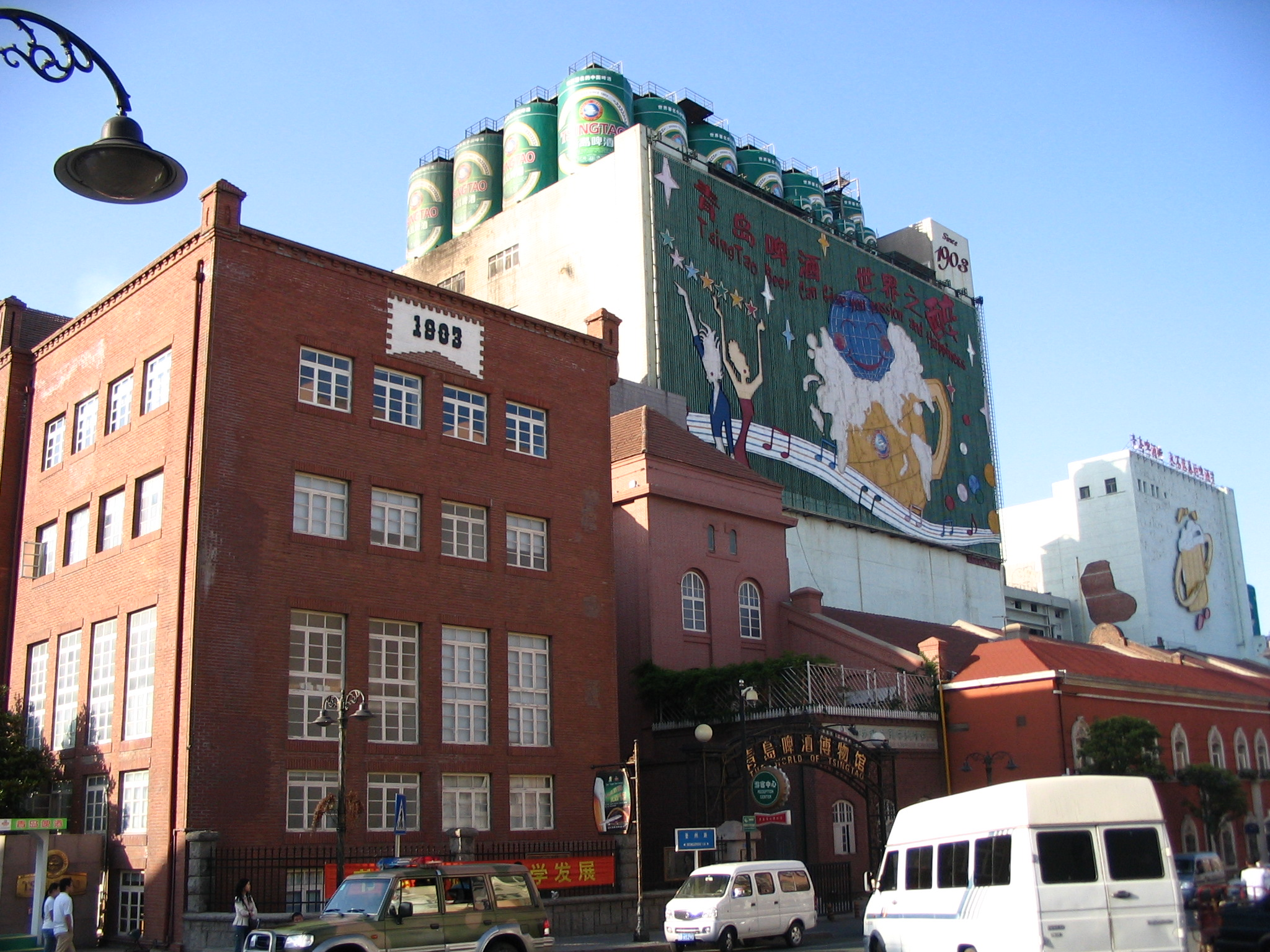
Brauereigebäude in Qingdao

Tsingtao (chinesisch 青島啤酒 / 青岛啤酒, Pinyin Qīngdǎo Píjiǔ – „Qingdao-Bier“, amtlich Tsingtao Brewery Co., Ltd. 青島啤酒股份有限公司 / 青岛啤酒股份有限公司) ist eine 1903 gegründete Brauerei aus der ehemals deutschen Kolonialstadt Tsingtau (heute nach Pinyin Qīngdǎo) in der Shandonger Provinz in der Volksrepublik China.
Tsingtao zählt in China zu den beiden größten Brauereien des Landes und weltweit zu den Top 10. Das dort hergestellte Bier wird in mehr als 100 Länder exportiert.

## Geschichte
Die Brauerei wurde im Jahre 1903 von deutschen Siedlern als Germania-Brauerei in Kiautschou gegründet. Der Betrieb wurde auch während des Ersten und Zweiten Weltkriegs bzw. in der Zeit der japanischen Besetzung aufrechterhalten.
Die Schreibweise Tsingtao ist eine Besonderheit, da die offizielle Umschreibung des Ortsnamens Qingdao lautet. Andererseits wurde auch der alte deutsche Ortsname nicht direkt übernommen, denn dieser lautete Tsingtau.
1949 wurde die Brauerei verstaatlicht und in den 1990ern wieder privatisiert.
1972 wurde Tsingtao in den US-amerikanischen Markt eingeführt und ist seitdem das am meisten verkaufte chinesische Bier in den USA. Am 15. Juli 1993 ging das Unternehmen in Hong Kong an die Börse. Weltweit wird Tsingtao in über 100 Staaten exportiert (Stand: 2024). Damit liegt Tsingtaos Anteil des chinesischen Bierexports bei ca. 50 %. 2016 braute das Unternehmen rund 79,2 Millionen Hektoliter Bier in 62 eigenen Brauereien. Zwei weitere Brauereien werden als Joint-Venture betrieben.
Der Marktanteil von Tsingtao in China liegt bei ca. 17 % (2019).
Tsingtao ist die zweitgrößte Brauerei der Volksrepublik China, nach CR Snow. Sie stand im Jahre 2016 auf Platz 6 der größten Brauereien weltweit.
In China gibt es ca. 60 Brauerei-Standorte.

## Aktionärsstruktur
Im Januar 2009 verkaufte Anheuser-Busch InBev seine 19,9%ige Beteiligung an Tsingtao an die japanische Brauerei Asahi. Asahi ist damit mit einem Anteil von insgesamt 31 % zweitgrößter Anteilseigner der Tsingtao-Brauerei. Anheuser-Busch InBev behält eine Minderheitsbeteiligung von 7 %. 2017 hielt Asahi noch einen Anteil von 19,9 %. Diesen Anteil veräußerte Asahi im Dezember 2017 an die chinesische Fosun Group.

### Anteilseigner
Am 31. Dezember 2022 hielten folgende Anteilseigner mehr als 2 % am Unternehmen:
| Anteilseigner                                 | Anteile |
| --------------------------------------------- | ------- |
| HKSCC Nominees Limited                        | 45 %    |
| Tsingtao Brewery Group Company Limited        | 32,51 % |
| Hong Kong Securities Clearing Company Limited | 1,94 %  |

## Auszeichnungen
- Gold-Medaille, München Bier-Expo 1906
- Bronze-Medaille, Pils, Bier-Weltmeisterschaft 1993
- Silber-Medaille, Pils, Bier-Weltmeisterschaft 1994
- Gold-Medaille, Chefs in America Award
- Silber-Medaille, Bier-Weltmeisterschaft 2003

## Biermarken

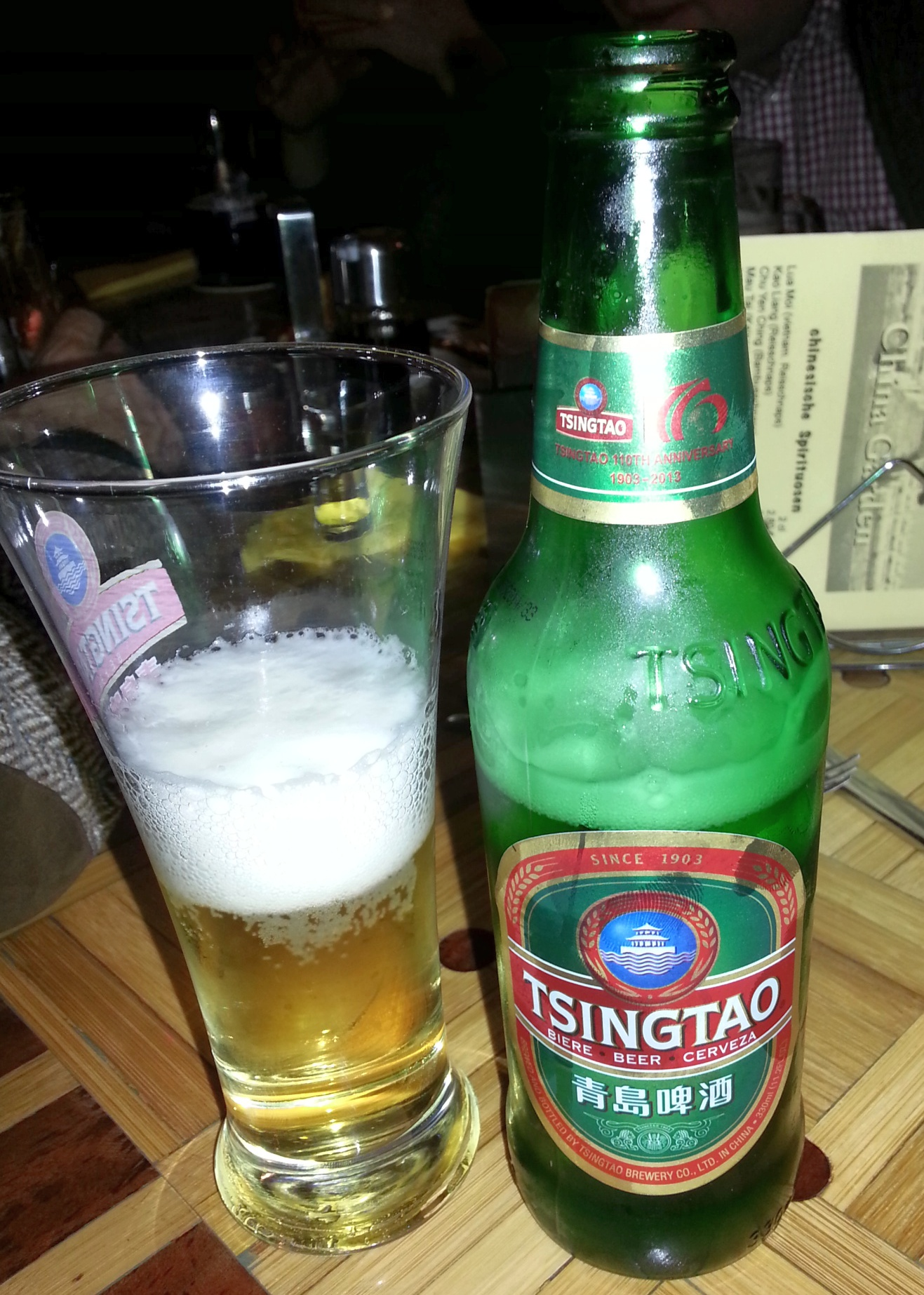
Bierflasche mit Etikett
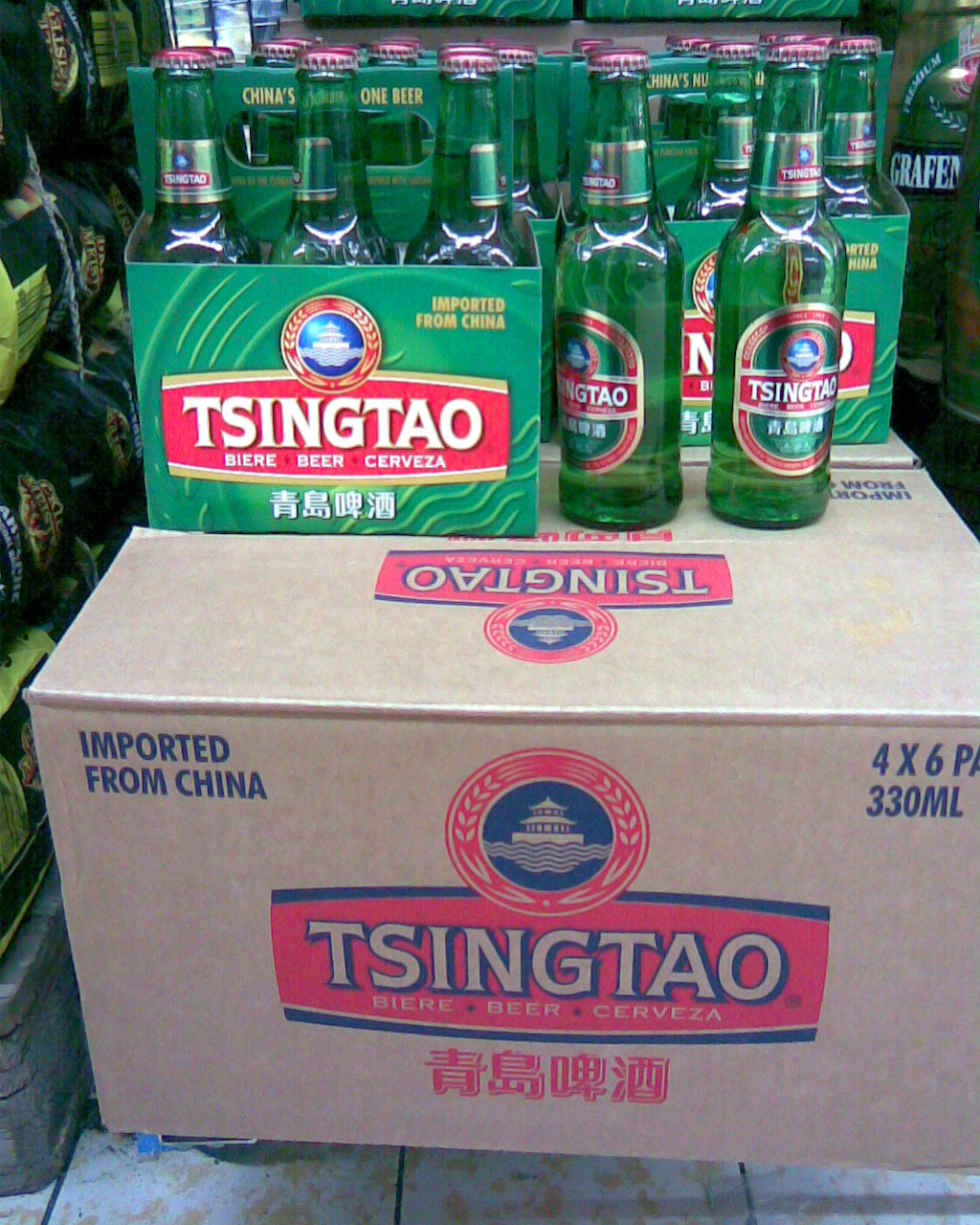
Bierkasten
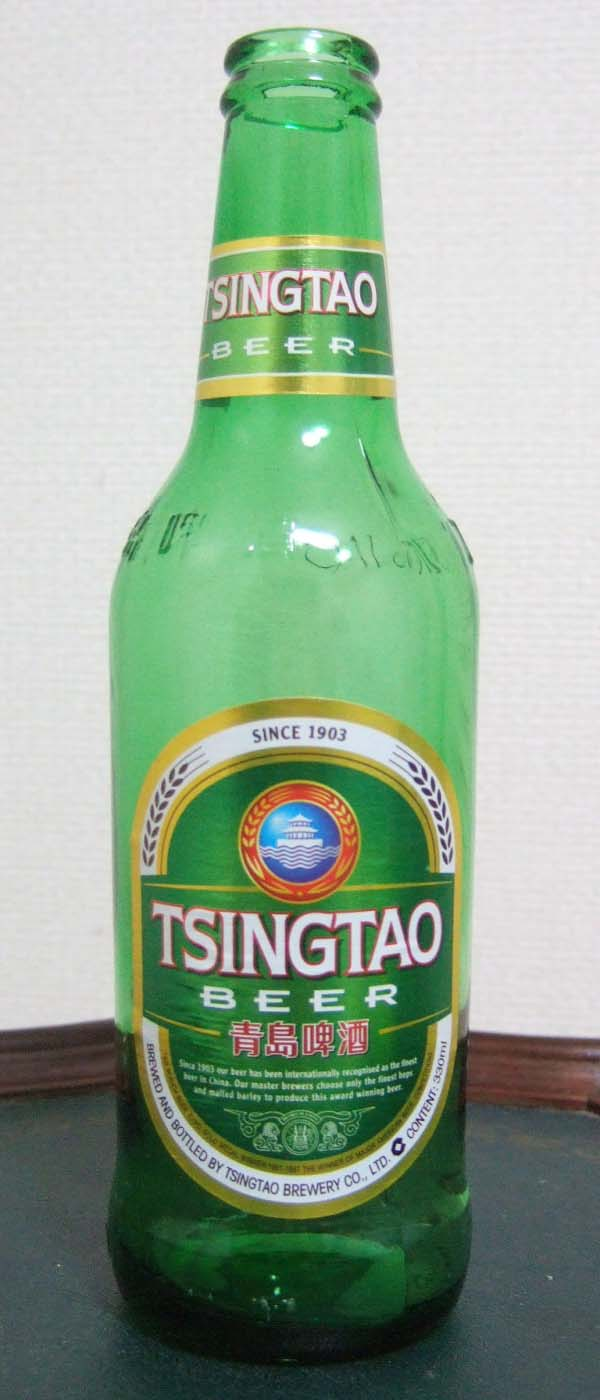
Bierflasche
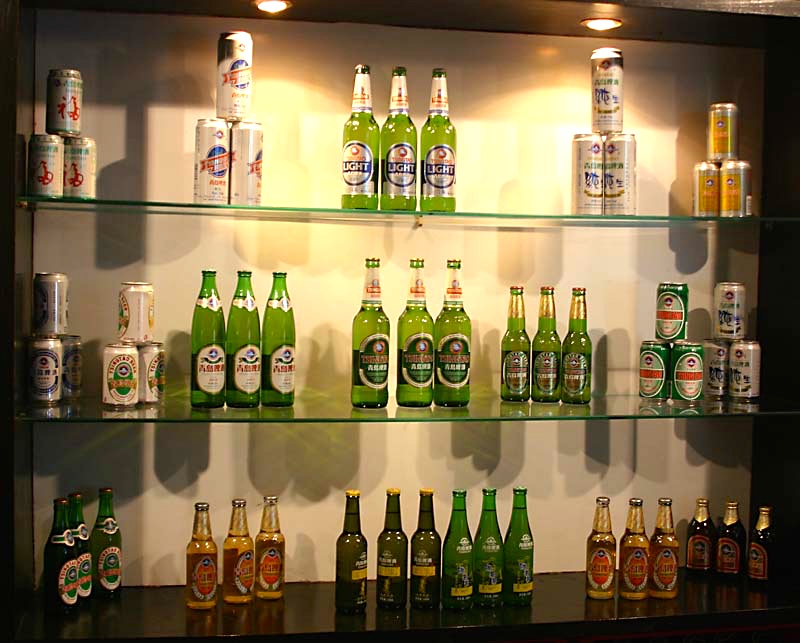
Sortiment von Tsingtao